# Balge
Balge là một đô thị ở huyện huyện Nienburg, trong bang Niedersachsen, nước Đức. Đô thị Balge có diện tích 33,07 km².